# Castalius vocetius
Castalius vocetius är en fjärilsart som beskrevs av Hans Fruhstorfer 1918. Castalius vocetius ingår i släktet Castalius och familjen juvelvingar. Inga underarter finns listade i Catalogue of Life.